# Gaspard Imbert
Pour les articles homonymes, voir Imbert.
Gaspard Imbert est un sculpteur blésois du XVIIe siècle, auteur du mausolée de Gaston d'Orléans.